# Kiyoshi Nishiyama (handball)
Ne pas confondre avec Kiyoshi Nishiyama (photographe)
Kiyoshi Nishiyama (né le 8 avril 1959) est un ancien handballeur japonais, membre de l'équipe japonaise aux Jeux olympiques d'été de 1984 ainsi qu'aux Jeux olympiques d'été de 1988.